# 恭陵

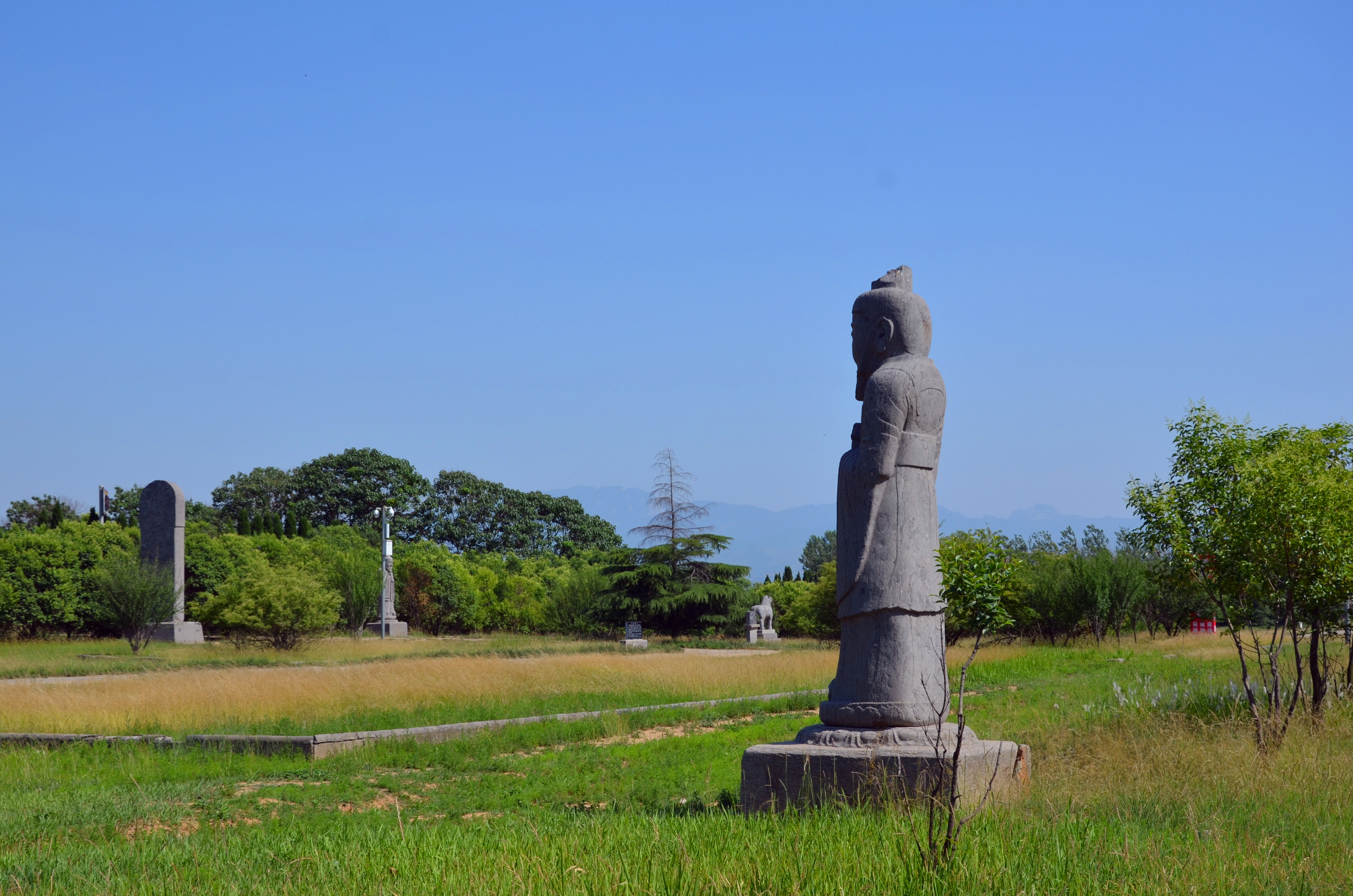
神道

恭陵位于緱氏縣（今中国河南省洛阳市偃师区缑氏镇）东北2.5公里的滹沱岭上。为唐高宗第五子、武则天长子李弘墓。陵园座北朝南，平面正方形，建筑规化工整，长、宽均440米。四面建围墙，辟四门，门外均有石狮一对。神道宽50米，两旁列石雕佣群，封土呈覆斗状。东西现长150米，南北宽130米，现高22米。其东北50米为太子妃裴氏墓，底边长、宽40-50米，现高13米。